# Tour des Alpes-Maritimes
Ne doit pas être confondu avec le Tour des Alpes, se disputant en Autriche et Italie.
Le Tour des Alpes-Maritimes, connu sous l'appellation Tour du Haut-Var jusqu'en 2019, puis de 2020 à 2023 comme le Tour des Alpes-Maritimes et du Var, est une course cycliste par étapes française, disputée dans les Alpes-Maritimes.
Jusqu'en 2008, l'épreuve se déroule comme une course d'un jour puis devient dès 2009, un événement en catégorie 2.1 et se court sur deux jours, puis trois jours en 2019 et à nouveau en deux jours depuis 2024.
C'est l'une des courses à étapes organisées dans la région vallonnée de la Provence-Alpes-Côte d'Azur en février, aux côtés de l'Étoile de Bessèges, La Méditerranéenne et le Tour La Provence. Ces courses de début de saison sont principalement disputées par des équipes françaises et elles sont considérées comme des courses préparatoires à Paris-Nice, la première course par étapes World Tour européenne en mars.

## Historique
La course fut d'abord appelée Nice-Seillans avant d'avoir son nom actuel. Elle est régulièrement surnommée la « Course aux Mimosas Fleuris ».
Son départ ainsi que son arrivée se déroulent dans la ville de Draguignan. De nombreuses côtes jalonnent son parcours telles celle des Marjoris, de Mons ou encore la côte de Saint-Andrieux. Mais, la bagarre pour la victoire finale se déroule souvent dans la terrible côte des Tuilières, situées à quelques kilomètres de l'arrivée et présentant des pourcentages supérieurs à 10 %.
Le fondateur du Tour cycliste international du Haut-Var, Moïse Puginier, confie en 2006 l'organisation de l'épreuve à Serge Pascal.
De 2009 à  2018, la course se déroule sur deux étapes, trois étapes en 2019.
En partenariat avec le quotidien Var-Matin, le Tour du Haut Var prend le nom du le Tour du Haut Var-Matin en  2011. En 2020, la course est renommée Tour des Alpes-Maritimes et du Var Nice-Matin.
En 2024, l'épreuve se scinde en deux épreuves : la Classic Var, le vendredi puis le Tour des Alpes-Maritimes les samedi et dimanche suivants. Frédéric Maistre, le directeur de l'évènementiel du quotidien Nice-Matin, a déclaré : « On a donné à chaque département sa course parce que le Var comme les Alpes-Maritimes ont leur personnalité propre. On voulait que chaque territoire soit incarné ».

## Palmarès
| Année                              | Vainqueur              | Deuxième               | Troisième              |
| ---------------------------------- | ---------------------- | ---------------------- | ---------------------- |
| Nice-Seillans                      |                        |                        |                        |
| 1969                               | Raymond Poulidor       | Willy Monty            | Albert Van Vlierberghe |
| 1970                               | René Grelin            | Wladimiro Panizza      | Roberto Poggiali       |
| 1971                               | Désiré Letort          | Bernard Labourdette    | Jean-Pierre Paranteau  |
| 1972                               | Frans Verbeeck         | Jean-Claude Genty      | Pierre Rivory          |
| 1973                               | Joop Zoetemelk         | Roger Rosiers          | Luis Ocaña             |
| 1974                               | Gerben Karstens        | Georges Talbourdet     | José Catieau           |
| Draguignan-Seillans                |                        |                        |                        |
| 1975                               | Raymond Delisle        | Miguel María Lasa      | Patrick Perret         |
| Seillans-Draguignan                |                        |                        |                        |
| 1976                               | Frans Verbeeck         | Jan Raas               | André Chalmel          |
| Tour du Haut-Var                   |                        |                        |                        |
| 1977                               | Bernard Thévenet       | Henk Lubberding        | Johan De Muynck        |
| 1978                               | Freddy Maertens        | Joop Zoetemelk         | Jean-Luc Vandenbroucke |
| 1979                               | Joop Zoetemelk         | Jean Chassang          | Jean-René Bernaudeau   |
| 1980                               | Pascal Simon           | Sean Kelly             | Guy Sibille            |
| 1981                               | Jacques Bossis         | Francis Castaing       | Jean-Luc Vandenbroucke |
| 1982                               | Sean Kelly             | Francis Castaing       | Paul Sherwen           |
| 1983                               | Joop Zoetemelk         | Stephen Roche          | Kim Andersen           |
| 1984                               | Éric Caritoux          | Robert Millar          | Pascal Simon           |
| 1985                               | Charly Mottet          | Éric Caritoux          | Steve Bauer            |
| 1986                               | Pascal Simon           | Marc Madiot            | Dag Otto Lauritzen     |
| 1987                               | Rolf Gölz              | Ronan Pensec           | Martin Earley          |
| 1988                               | Luc Roosen             | Sean Kelly             | Etienne De Wilde       |
| 1989                               | Gérard Rué             | Roland Le Clerc        | Luc Roosen             |
| 1990                               | Luc Leblanc            | Claude Criquielion     | Alberto Elli           |
| 1991                               | Éric Caritoux          | Etienne De Wilde       | Willem Van Eynde       |
| 1992                               | Gérard Rué             | Fabian Jeker           | Frédéric Moncassin     |
| 1993                               | Thierry Claveyrolat    | Fabian Jeker           | Gérard Guazzini        |
| 1994                               | Laurent Brochard       | Eddy Seigneur          | Ronan Pensec           |
| 1995                               | Marco Lietti           | Luca Scinto            | Giuseppe Guerini       |
| 1996                               | Bruno Boscardin        | Léon van Bon           | Tristan Hoffman        |
| 1997                               | Rodolfo Massi          | Richard Virenque       | Laurent Jalabert       |
| 1998                               | Laurent Jalabert       | Pascal Chanteur        | Emmanuel Magnien       |
| 1999                               | Davide Rebellin        | Beat Zberg             | Christophe Bassons     |
| 2000                               | Daniele Nardello       | Andrei Kivilev         | Davide Rebellin        |
| 2001                               | Daniele Nardello       | Nicolaj Bo Larsen      | Davide Rebellin        |
| 2002                               | Laurent Jalabert       | Alexandre Vinokourov   | Robbie McEwen          |
| 2003                               | Sylvain Chavanel       | Samuel Sánchez         | Andrei Kivilev         |
| 2004                               | Marc Lotz              | Dmitriy Fofonov        | Stijn Devolder         |
| 2005                               | Philippe Gilbert       | Ruggero Marzoli        | Cédric Vasseur         |
| 2006                               | Non-attribué           | Pietro Caucchioli      | Jurgen Van de Walle    |
| 2007                               | Filippo Pozzato        | Simon Gerrans          | Ricardo Serrano        |
| 2008                               | Davide Rebellin        | Rinaldo Nocentini      | Alexandre Botcharov    |
| 2009                               | Thomas Voeckler        | David Moncoutié        | Jussi Veikkanen        |
| 2010                               | Christophe Le Mével    | Bert De Waele          | Julien El Fares        |
| 2011                               | Thomas Voeckler        | Julien Antomarchi      | Rinaldo Nocentini      |
| 2012                               | Jonathan Tiernan-Locke | Julien El Fares        | Julien Simon           |
| 2013                               | Arthur Vichot          | Lars Boom              | Laurens ten Dam        |
| 2014                               | Carlos Betancur        | Samuel Dumoulin        | Amaël Moinard          |
| 2015                               | Ben Gastauer           | Philippe Gilbert       | Jonathan Hivert        |
| 2016                               | Arthur Vichot          | Jesús Herrada          | Diego Ulissi           |
| 2017                               | Arthur Vichot          | Julien Simon           | Romain Hardy           |
| 2018                               | Jonathan Hivert        | Alexis Vuillermoz      | Rudy Molard            |
| 2019                               | Thibaut Pinot          | Romain Bardet          | Hugh Carthy            |
| Tour des Alpes-Maritimes et du Var |                        |                        |                        |
| 2020                               | Nairo Quintana         | Romain Bardet          | Richie Porte           |
| 2021                               | Gianluca Brambilla     | Michael Woods          | Bauke Mollema          |
| 2022                               | Nairo Quintana         | Tim Wellens            | Guillaume Martin       |
| 2023                               | Kévin Vauquelin        | Aurélien Paret-Peintre | Neilson Powless        |
| Tour des Alpes-Maritimes           |                        |                        |                        |
| 2024                               | Benoît Cosnefroy       | Vincenzo Albanese      | Aurélien Paret-Peintre |
| 2025                               | Christian Scaroni      | Santiago Buitrago      | Lenny Martinez         |

## Victoires par coureur
| # | Coureur          | Nationalité | Victoires |
| - | ---------------- | ----------- | --------- |
| 1 | Joop Zoetemelk   | Pays-Bas    | 3         |
| 1 | Arthur Vichot    | France      | 3         |
| 3 | Éric Caritoux    | France      | 2         |
| 3 | Laurent Jalabert | France      | 2         |
| 3 | Daniele Nardello | Italie      | 2         |
| 3 | Davide Rebellin  | Italie      | 2         |
| 3 | Gérard Rué       | France      | 2         |
| 3 | Pascal Simon     | France      | 2         |
| 3 | Frans Verbeeck   | Belgique    | 2         |
| 3 | Thomas Voeckler  | France      | 2         |
| 3 | Nairo Quintana   | Colombie    | 2         |

### Classements annexes
| Année | Classements par points      | Classement de la montagne | Classement des jeunes    | Classement par équipes          |
| ----- | --------------------------- | ------------------------- | ------------------------ | ------------------------------- |
| 2009  | Thomas Voeckler (1°)        | Lilian Jégou (99°)        | Julien Simon (7°)        |                                 |
| 2010  | Christophe Le Mével (1°)    | Romain Sicard (54°)       | Michel Kreder (13°)      |                                 |
| 2011  | Thomas Voeckler (1°)        | Jérémy Roy (64°)          | Gorka Izagirre (10°)     | FDJ (5°)                        |
| 2012  | Jonathan Tiernan-Locke (1°) | Georg Preidler (61°)      | Romain Hardy (4°)        | Saur-Sojasun (3°)               |
| 2013  | Arthur Vichot (1°)          | Laurent Didier (80°)      | Arthur Vichot (1°)       | Blanco (2°)                     |
| 2014  | Carlos Betancur (1°)        | Florian Guillou (41°)     | Emilien Viennet (8°)     | Ag2r la Mondiale (1°)           |
| 2015  | Philippe Gilbert (2°)       | Ignatas Konovalovas (85°) | Quentin Pacher (15°)     | Arkea-Samsic (3°)               |
| 2016  | Arthur Vichot (1°)          | Ben Gastauer (72°)        | Petr Vakoc (5°)          | Movistar Team (2°)              |
| 2017  | Arthur Vichot (1°)          | Franck Bonnamour (110°)   | Tom Bohli (21°)          | BMC Racing Team (4°)            |
| 2018  | Jonathan Hivert (1°)        | Fernando Barcelo (58°)    | Valentin Madouas (4°)    | Groupama-FDJ (3°)               |
| 2019  | Thibaut Pinot (1°)          | Cyril Gautier (50°)       | Mathias Le Turnier (10°) | Groupama-FDJ (1°)               |
| 2020  | Nairo Quintana (1°)         | Julien Bernard (44°)      | Attila Valter (10°)      | Trek-Segafredo (3°)             |
| 2021  | Bauke Mollema (3°)          | Martijn Tusveld (47°)     | David Gaudu (6°)         | Groupama-FDJ (4°)               |
| 2022  | Nairo Quintana (1°)         | Nairo Quintana (1°)       | Andreas Kron (8°)        | Groupama-FDJ (4°)               |
| 2023  | Mattias Skjelmose (5°)      | David Gaudu (7°)          | Kévin Vauquelin (1°)     | Groupama-FDJ (4°)               |
| 2024  | Benoit Cosnefroy (1°)       | Mattéo Vercher (45°)      | Bastien Tronchon (5°)    | Decathlon Ag2r la Mondiale (1°) |
| 2025  |                             |                           |                          |                                 |

## Statistiques

### Victoire d'étape
| Les plus grands vainqueurs d'étapes | Les plus grands vainqueurs d'étapes |
| Nbre                                | Vainqueur                           |
| ----------------------------------- | ----------------------------------- |
| 2                                   | Samuel Dumoulin                     |
| 2                                   | Jonathan Hivert                     |
| 2                                   | Rolf Gölz                           |
| 2                                   | Nairo Quintana                      |

 Coureur toujours en activité
| #  | Coureur           | Année | Age             |  | #  | Coureur            | Année | Age             |
| -- | ----------------- | ----- | --------------- |  | -- | ------------------ | ----- | --------------- |
| 1  | Kévin Vauquelin   | 2023  | 21 ans et 297 j |  | 1  | Samuel Dumoulin    | 2017  | 36 ans et 182 j |
| 2  | Mattias Skjelmose | 2023  | 22 ans et 145 j |  | 2  | Thor Hushovd       | 2013  | 35 ans et 29 j  |
| 3  | Ethan Vernon      | 2024  | 23 ans et 174 j |  | 3  | Michael Woods      | 2021  | 34 ans et 132 j |
| 4  | Romain Hardy      | 2012  | 23 ans et 177 j |  | 4  | Bauke Mollema      | 2021  | 34 ans et 86 j  |
| 5  | Giulio Ciccone    | 2019  | 24 ans et 65 j  |  | 5  | Gianluca Brambilla | 2021  | 33 ans et 184 j |
| 6  | Carlos Betancur   | 2014  | 24 ans et 132 j |  | 6  | Jonathan Hivert    | 2018  | 32 ans et 332 j |
| 7  | Rolf Golz         | 1987  | 24 ans et 144 j |  | 7  | Rinaldo Nocentini  | 2010  | 32 ans et 148 j |
| 8  | Luis Leon Sanchez | 2009  | 25 ans et 90 j  |  | 8  | Amaël Moinard      | 2014  | 32 ans et 21 j  |
| 9  | Tom-Jelte Slagter | 2016  | 26 ans et 234 j |  | 9  | Nairo Quintana     | 2022  | 32 ans et 16 j  |
| 10 | Luka Mezgec       | 2015  | 26 ans et 240 j |  | 10 | Julien Simon       | 2017  | 31 ans et 138 j |

| #  | Pays            | Dernier vainqueur         |
| -- | --------------- | ------------------------- |
| 17 | France          | Benoît Cosnefroy (2024)   |
| 3  | Colombie        | Nairo Quintana (2022)     |
| 3  | Italie          | Gianluca Brambilla (2021) |
| 3  | Pays-Bas        | Bauke Mollema (2021)      |
| 2  | Grande-Bretagne | Ethan Vernon (2024)       |
| 2  | Belgique        | Tim Wellens (2022)        |
| 2  | Allemagne       | Rolf Golz (1987)          |
| 1  | Espagne         | Luis Leon Sanchez (2009)  |
| 1  | Norvège         | Thor Hushovd (2013)       |
| 1  | Luxembourg      | Ben Gastauer (2015)       |
| 1  | Slovénie        | Luka Mezgec (2015)        |
| 1  | Canada          | Michael Woods (2021)      |
| 1  | Australie       | Caleb Ewan (2022)         |
| 1  | Danemark        | Mattias Skjelmose (2023)  |

### Victoire général
Les plus petit écarts au général
| Temps | Vainqueur              | Deuxième               | Année |
| ----- | ---------------------- | ---------------------- | ----- |
| 0 s   | Christophe Le Mével    | Bert De Waele          | 2010  |
| 0 s   | Arthur Vichot          | Lars Boom              | 2013  |
| 0 s   | Arthur Vichot          | Jesús Herrada          | 2016  |
| 0 s   | Arthur Vichot          | Julien Simon           | 2017  |
| 1 s   | Jonathan Hivert        | Alexis Vuillermoz      | 2018  |
| 3 s   | Thibaut Pinot          | Romain Bardet          | 2019  |
| 5 s   | Thomas Voeckler        | David Moucoutié        | 2009  |
| 5 s   | Gianluca Brambilla     | Michael Woods          | 2021  |
| 6 s   | Jonathan Tiernan-Locke | Julien El Fares        | 2012  |
| 7 s   | Ben Gastauer           | Philippe Gilbert       | 2015  |
| 7 s   | Kevin Vauquelin        | Aurélien Paret-Peintre | 2023  |
| 8 s   | Thomas Voeckler        | Julien Antomarchi      | 2011  |

Les plus gros écarts au général
| Temps    | Vainqueur       | Deuxième        | Année |
| -------- | --------------- | --------------- | ----- |
| 1 min 30 | Nairo Quintana  | Tim Wellens     | 2022  |
| 40 s     | Nairo Quintana  | Romain Bardet   | 2020  |
| 12 s     | Carlos Betancur | Samuel Dumoulin | 2014  |

Les plus jeunes vainqueurs 
| Vainqueur              | Age                        | Année |
| ---------------------- | -------------------------- | ----- |
| Kevin Vauquelin        | 21 ans, 9 mois et 23 jours | 2023  |
| Ben Gastauer           | 24 ans, 2 mois et 21 jours | 2015  |
| Arthur Vichot          | 24 ans, 2 mois et 21 jours | 2013  |
| Carlos Betancur        | 24 ans, 4 mois et 10 jours | 2014  |
| Jonathan Tiernan-Locke | 27 ans, 1 mois et 24 jours | 2012  |
| Arthur Vichot          | 27 ans, 2 mois et 25 jours | 2016  |
| Arthur Vichot          | 28 ans, 2 mois et 23 jours | 2017  |
| Thibaut Pinot          | 28 ans, 8 mois et 26 jours | 2019  |

Les plus vieux vainqueurs 
| Vainqueur           | Age                         | Année |
| ------------------- | --------------------------- | ----- |
| Gianluca Brambilla  | 33 ans, 5 mois et 30 jours  | 2021  |
| Jonathan Hivert     | 32 ans, 10 mois et 26 jours | 2018  |
| Nairo Quintana      | 32 ans et 16 jours          | 2022  |
| Thomas Voeckler     | 31 ans, 7 mois et 28 jours  | 2011  |
| Nairo Quintana      | 30 ans et 19 jours          | 2020  |
| Thomas Voeckler     | 29 ans et 8 mois            | 2009  |
| Christophe Le Mével | 29 ans, 5 mois et 10 jours  | 2010  |

### Classements annexes
Classement par points 
| # | Coureurs        | Années             |
| - | --------------- | ------------------ |
| 3 | Arthur Vichot   | 2013, 2016 et 2017 |
| 2 | Thomas Voeckler | 2009 et 2011       |
| 2 | Nairo Quintana  | 2020 et 2022       |

| # | Pays            | Derniers vainqueurs           |
| - | --------------- | ----------------------------- |
| 8 | France          | Thibaud Pinot (2019)          |
| 3 | Colombie        | Nairo Quintana (2022)         |
| 1 | Grande-Bretagne | Jonathan Tiernan-Locke (2012) |
| 1 | Belgique        | Philippe Gilbert (2015)       |
| 1 | Pays-Bas        | Bauke Mollema (2021)          |
| 1 | Danemark        | Mattias Skjelmose (2023)      |

Classement de la montagne
| # | Pays       | Derniers vainqueurs        |
| - | ---------- | -------------------------- |
| 8 | France     | David Gaudu (2023)         |
| 2 | Luxembourg | Ben Gastauer (2016)        |
| 1 | Autriche   | Georg Preidler (2012)      |
| 1 | Lituanie   | Ignatas Konovalovas (2015) |
| 1 | Espagne    | Fernando Barcelo (2018)    |
| 1 | Pays-Bas   | Martijn Tusveld (2021)     |
| 1 | Colombie   | Nairo Quintana (2022)      |

Classements des jeunes 
| # | Pays     | Derniers vainqueurs    |
| - | -------- | ---------------------- |
| 9 | France   | Kevin Vauquelin (2023) |
| 1 | Pays-Bas | Michel Kreder (2010)   |
| 1 | Espagne  | Gorka Izagirre (2011)  |
| 1 | Tchéquie | Petr Vakoc (2016)      |
| 1 | Suisse   | Tom Bohli (2017)       |
| 1 | Hongrie  | Attila Valter (2020)   |
| 1 | Danemark | Andreas Korn (2022)    |